# Teroristična celica
Teroristična celica je povsem samostojna in deluje neodvisno od matične organizacije. Člani celic so zaradi varnostnih razlogov anonimni in med posameznimi celicami ni komunikacije. Zaradi anonimnosti in samostojnosti posameznikov so njihova dejanja močno odvisna od vidnih članov organizacije oziroma skupine, ki jim zagotavljajo podporo, usmeritve in seveda zelo pomembno propagando. 
Teroristične celice so kot samostojne celice razdeljene na celico, ki izvaja fazo planiranja terorističnega napada in na neodvisno teroristično celico, ki potem izvede teroristični napad. Po mnenju preiskovalcev naj te celice ne bi nujno vedele ena za drugo. Z vidika varnostnih sil delitev celice na dve samostojni in organizacijsko, varnostno in funkcijsko ločeni enoti, predstavlja dodatno oviro pri razkrivanju terorističnih celic. Kakovostno so, po mnenju analitikov, teroristi mnogo bolj motivirani in izurjeni v izvedbeni fazi, kot v fazi predhodnega nadzora. Aktivna celica predstavlja neprestano grožnjo za varnostne sile. Teroristična celica je osnovna enota omrežja in je najmanjši element na taktični ravni teroristične organizacije. Po navadi teroristično celico sestavljajo od tri do deset ljudi. Eden izmed glavnih razlogov za celično oblikovanje terorističnih organizacij je varnost. Izguba ene celice ne predstavlja grožnje identiteti, lokaciji in delovanju drugih celic.Teroristična celica je odvisna od komunikacije, saj z njimi v ozko organiziranih in decentraliziranih organizacijah prenašajo operativna navodila, povečujejo koordinacijo in delitev informacij med posamezniki, pomembnimi za teroristično organizacijo. Komunikacije so pomembne tudi za prenos strateških, taktičnih in operativnih informacij o tarčah, ciljih in namenih.Teroristična celica je sestavljena iz posameznikov, ki imajo za namen napad na družbo in njene dobrine, doseči veliko medijsko odmevnost in strah med prebivalci. V Republiki Sloveniji se pripadnike terorističnih celic, ki izvajajo svojo dejavnost obravnava kot osumljence storitve kaznivega dejanja »Terorizma« po 108. členu KZ-1 RS, ki navaja, da kdor z namenom, da bi uničil ali hudo ogrozil ustavne, gospodarske, socialne ali politične temelje Republike Slovenije ali druge države ali mednarodne organizacije, da bi hudo zastrašil prebivalstvo oziroma da bi prisilil vlado Republike Slovenije ali druge države ali mednarodno organizacijo, da nekaj stori ali opusti, stori ali grozi, da bo storil, eno ali več od naslednjih dejanj:
- napad na življenje in telo ali na človekove pravice in svoboščine,
- ugrabitev ali zajetje talcev,
- precejšnje uničenje državnih ali javnih objektov ali predstavništev tujih držav, prevoznega sistema, infrastrukture, informacijskega sistema, javnega kraja ali zasebne lastnine,
- zajetje ali prevzem nadzora nad pritrjeno ploščadjo v epikontinentalnem pasu z uporabo sile ali grožnje ali drugega načina ustrahovanja ali nasilno vedenje proti osebi na ploščadi, če tako dejanje ogroža njeno varnost, ali uničenje pritrjene ploščadi v epikontinentalnem pasu oziroma povzročitev škode na njej, ki lahko ogrozi njeno varnost, ali postavitev naprave zaradi uničenja pritrjene ploščadi ali ogrožanja varnosti na njej, ali poškodovanje ali povzročitev smrti osebe v povezavi s katerim od prej navedenih dejanj,
- ugrabitev zrakoplova, plovila, sredstev tovornega prevoza ali javnega prevoznega sredstva,
- proizvodnjo, posest, nakup, prevoz, dobavo ali uporabo orožja, razstreliva, jedrskega, biološkega ali kemičnega orožja,
- raziskovanje in razvoj jedrskega, biološkega ali kemičnega orožja,
- ogrožanje varnosti s spuščanjem nevarnih snovi oziroma povzročanjem požarov, poplav ali eksplozij,
- motnjo ali prekinitev oskrbe z vodo, elektriko ali drugimi za življenje ljudi osnovnimi naravnimi viri, ki lahko ogrozijo življenje ljudi,

se kaznuje z zaporom od treh do petnajstih let. Združevanje v teroristične celice posebej obravnava 6.,7. in 8. odstavek 108. člena KZ-1.
(6) Če je dejanje iz prvega ali drugega odstavka tega člena storjeno v hudodelski združbi ali skupini, ki ima namen izvrševati kazniva dejanja (v nadaljevanju teroristična hudodelska združba ali skupina), navedena v teh odstavkih, se kaznuje z zaporom od osmih do petnajstih let.
(7) Kdor sodeluje v teroristični hudodelski združbi ali skupini, ki ima namen storiti kazniva dejanja iz prvega, drugega, četrtega ali petega odstavka tega člena, se kaznuje z zaporom do osmih let.
(8) Kdor ustanovi ali vodi hudodelsko združbo iz prejšnjega odstavka, se kaznuje z zaporom najmanj petnajst let.
Pripadniki terorističnih celic, ki skrbijo za novačenje in usposabljanje za terorizem se v Republiki Sloveniji sankcionirajo po 111. členu KZ-1 RS. Ta navaja, da:
(1) Kdor novači za terorizem s tem, da spodbuja drugo osebo k storitvi kaznivih dejanj iz 108. člena tega zakonika ali k sodelovanju pri naročilu takega terorističnega kaznivega dejanja ali k priključitvi k teroristični hudodelski združbi ali skupini za izvrševanje terorističnih kaznivih dejanj, ki jih stori ta hudodelska združba ali skupina, se kaznuje z zaporom od enega do desetih let.
(2) Enako se kaznuje, kdor usposablja druge za kazniva dejanja iz 108. člena tega zakonika s tem, da priskrbi navodila za izdelavo in uporabo razstreliva, strelno ali drugo orožje, škodljive ali nevarne snovi, jih usposablja za druge posebne metode ali tehnologijo za izvedbo ali sodelovanje pri terorističnem dejanju.